# Diadasia tropicalis
Diadasia tropicalis är en biart som först beskrevs av Cockerell 1918.  Diadasia tropicalis ingår i släktet Diadasia och familjen långtungebin. Inga underarter finns listade i Catalogue of Life.